# Réserve naturelle Fondo Toce
La Réserve naturelle Fondo Toce est une réserve naturelle fondée en 1990 dans la commune de Verbania et prend le nom de la rivière Toce.
La zone comprend la connexion du Toce avec le Lac Majeur, caractérisée par la plus grande cannaie du lac, importante pour la reproduction des poissons et des oiseaux migrateurs. Les cormorans s'arrêtent à dormir près de la rivière et les hirondelles y font étape pendant la migration.
Il y a des végétaux rares et endémiques, comme la mâcre nageante (Trapa natans verbanensis).